# Numeració àtica
La numeració àtica era utilitzada a l'antiga Grècia, possiblement d'ençà el segle VII aC. També és coneguda com a numeració herodiànica perquè va ser descrita per primera vegada en un manuscrit del segle II per Herodià. També és coneguda com a numeració acrofònica, ja que tots els símbols usats, excepte el del nombre '1', deriven de la primera lletra de les paraules cinc, deu, cent, mil i deu mil en grec.
| Decimal | Símbol | Numeració àtica  |
| ------- | ------ | ---------------- |
| 1       | Ι      | --               |
| 5       | Π      | πεντε (pente)    |
| 10      | Δ      | δέκα (deka)      |
| 100     | Η      | ἑκατόν (hekaton) |
| 1000    | Χ      | χίλιοι (khilioi) |
| 10000   | Μ      | μυριάς (myrias)  |

A diferència de la més familiar numeració romana moderna, la numeració àtica només conté formes additives. Per exemple, el nombre 4 és escrit com ΙΙΙΙ, igual que en la numeració romana antiga, no com en la numeració romana medieval i moderna que s'escriuria IV.
A més, els símbols que representaven els nombres 50, 500, 5000 i 50000 eren una combinació del símbol 'pi' antic (amb la pota dreta curta) i una manera d'aplicar una potència de deu. Per exemple, 'pi' i 'delta' combinats en un símbol representaven 50, 'pi' i 'eta' representaven 500.
El sistema acrofònic va ser substituït pel sistema jònic o alfabètic a partir del segle 4 aC.